# Nationaløkonomisk Forening
Nationaløkonomisk Forening er en dansk forening af nationaløkonomer, stiftet 1873. Foreningen udgiver Nationaløkonomisk Tidsskrift.
Foreningens formål er gennem udgivelse af tidsskriftet og andre publikationer, afholdelse af foredrag og diskussioner og deltagelse i internationalt samarbejde med tilsvarende foreninger i nordiske og andre lande at formidle og højne debatten om økonomiske emner i Danmark.

## Nationaløkonomisk Forenings formænd
En række prominente professorer, nationalbankdirektører, embedsmænd og erhvervsfolk har i tidens løb været formænd for foreningen:
- 1872-1877	  	Professor N.C. Frederiksen
- 1877-1892	    Nationalbankdirektør Moritz Levy
- 1892-1898	 	Overpostmester H.G. Petersen
- 1898-1900	 	Professor William Scharling
- 1900-1916	 	Direktør for Statens Statistiske Bureau/Generaltolddirektør/Nationalbankdirektør Marcus Rubin
- 1916-1928	 	Generaldirektør Michael Kofoed
- 1928-1937	 	Professor Axel Nielsen
- 1937-1952	 	Nationalbankdirektør C.V. Bramsnæs
- 1952-1958	 	Professor Carl Iversen
- 1958-1964	 	Afdelingschef/Departementschef Otto Müller
- 1964-1969	 	Bankdirektør Kristian Møller
- 1969-1974	 	Professor Kjeld Philip
- 1974-1979	 	Professor Niels Thygesen
- 1979-1983	 	Nationalbankdirektør Svend Andersen
- 1983-1988	 	Professor Anders Ølgaard
- 1988-1991	 	Afdelingschef Lars Tybjerg
- 1991-1995	 	Professor Niels Christian Nielsen
- 1995-2000	 	Professor Christian Hjorth-Andersen
- 2000-2004	 	Nationalbankdirektør Jens Thomsen
- 2004-2008	 	Professor Michael Møller
- 2008-2014	 	Professor Peder Andersen
- 2014-2018	 	Nationalbankdirektør Per Callesen
- 2018-	 	    Direktør Jakob Hald